# Fronteira Andorra–Espanha
A fronteira entre Andorra e Espanha é a linha que limita os territórios de Andorra e Espanha.

## Características
A fronteira hispano-andorrana tem 64 km de comprimento, na cordilheira dos Pirenéus. Os dois países estão situados na mesma bacia e as comunicações são bem mais frequentes do que no caso da fronteira Andorra-França.
A linha limítrofe começa, a oeste, na tríplice fronteira ocidental Andorra - Espanha - França marcada pelo Pico de Médécourbe em 42° 36′ 13″ N, 1° 26′ 30″ L). De seguida segue a direção de sudeste, depois vira para nordeste até à tríplice fronteira oriental Andorra - Espanha - França (42° 30′ 09″ N, 1° 43′ 34″ L). A linha segue por alta montanha, frequentemente a mais de 2000 m de altitude e passa perto do ponto culminante de Andorra, o Coma Pedrosa. Circunda também o vale Madriu-Perafita-Claror, o único local de Andorra classificado como Património Mundial da UNESCO.
A principal via de comunicação entre os dois países passa pelo vale do rio Valira entre La Seu d'Urgell e a paróquia andorrana de Sant Julià de Lòria.

## Contrabando

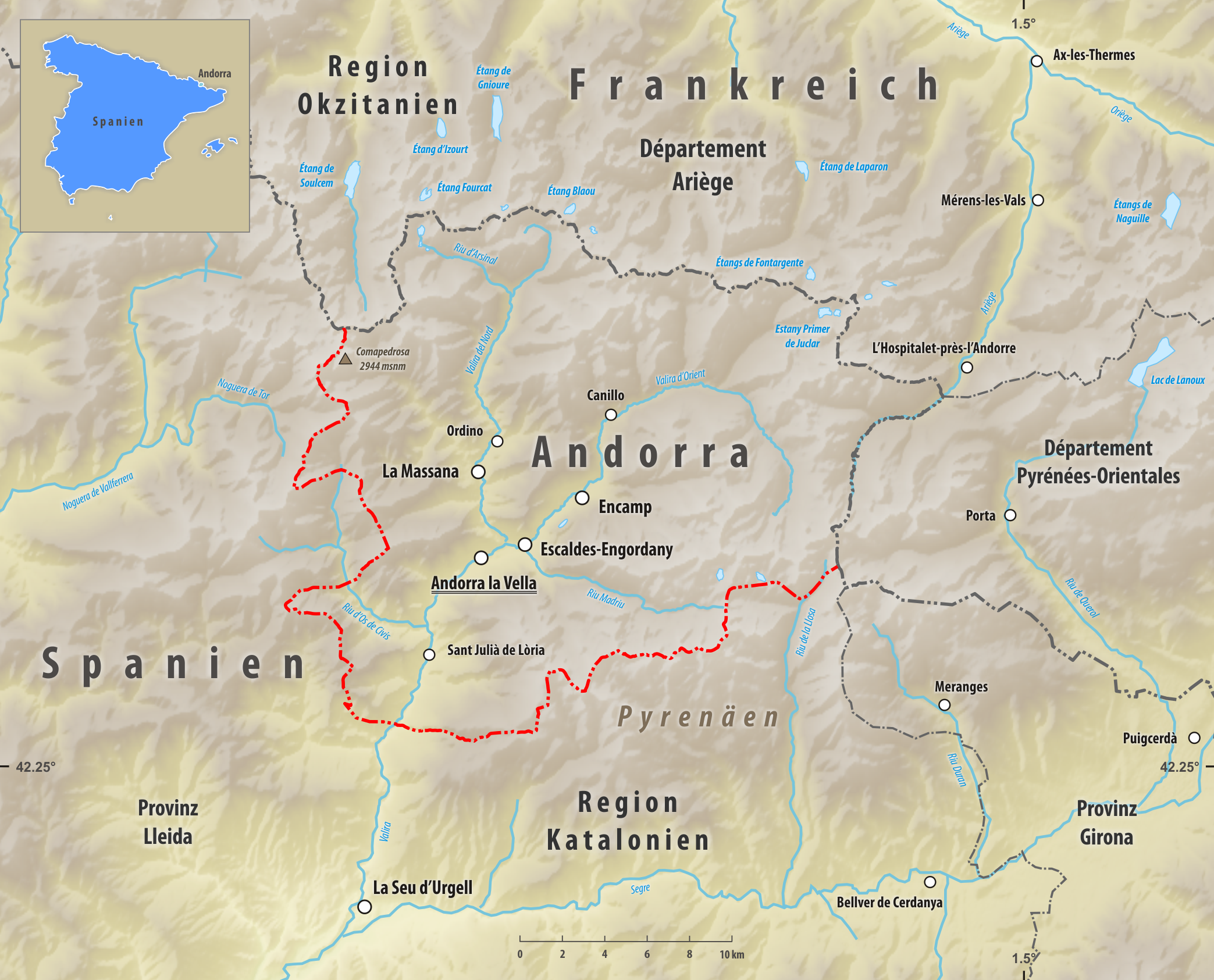
Um mapa, na língua alemã, da fronteira entre a Espanha (Spanien) e a Andorra.

Devido à baixa taxa sobre tabaco em Andorra, há um importante nível de contrabando entre os dois países, ao nível do posto fronteiriço de La Farga de Molas mas também ao longo da linha de fronteira, nos passos de montanha. A Guarda Civil  está encarregue da vigilância da fronteira e da detenção de contrabandistas do lado espanhol.